# 大坪頂 (苗栗縣)
大坪頂，是臺灣苗栗縣通霄鎮的一個傳統地域名稱，位於該鎮南部。相較於今日行政區，其範圍大致與坪頂里相近。

## 歷史
台灣清治末期至日治初期，大坪頂地區為一街庄，稱為「大坪頂庄」，隸屬於苗栗二堡。該庄東北與土城庄為鄰，東與南和庄為鄰，東南與福興庄、大埔庄為鄰，南邊及西南邊為苑裡坑庄，西北邊為五里牌庄。
1901年（日治明治三十四年）11月，該庄隸屬於苗栗廳。1909年（明治四十二年）10月，改隸屬於新竹廳。1920年（大正九年），該庄改制為「大坪頂」大字，隸屬於新竹州苗栗郡通霄庄
戰後通霄庄改制為通霄鄉，隸屬於苗栗縣，大字亦改制為村。1948年，通霄鄉改制為通霄鎮，村亦改制為里。

## 交通
縣道121號是通霄至日南的道路，大致以橫向大幅度蜿蜒經過本地區東南部，向東轉北可繞經南和、土城以前往通霄市區，向西轉南可前往舊社、日南，最終與省道台1線會合。

## 學校
- 坪頂國小